# Бутан на летних Олимпийских играх 2008
Бутан на летние Олимпийские игры 2008 был направлен Олимпийским комитетом Бутана. В заявке Бутана было представлено 2 спортсмена в одном виде спорта (стрельбе из лука), которые не смогли завоевать ни одной медали. Знаменосцем команды Бутана был Таши Пэлджор.

## Состав олимпийской команды

### Стрельба из лука
Мужчины
| Спортсмен    | Дисциплина     | Квалификация | Квалификация | 1/64                        | 1/32                 | 1/16                 | Четвертьфинал        | Полуфинал            | Финал                | Финал                |
| Спортсмен    | Дисциплина     | Очков        | Номер посева | Соперник Очков              | Соперник Очков       | Соперник Очков       | Соперник Очков       | Соперник Очков       | Соперник Очков       | Место                |
| ------------ | -------------- | ------------ | ------------ | --------------------------- | -------------------- | -------------------- | -------------------- | -------------------- | -------------------- | -------------------- |
| Таши Пэлджор | Индивидуальные | 632          | 54           | Ван Чэнбан (11) Пор 100—110 | Закончил выступление | Закончил выступление | Закончил выступление | Закончил выступление | Закончил выступление | Закончил выступление |

Женщины
| Спортсмен   | Дисциплина     | Квалификация | Квалификация | 1/64                               | 1/32                  | 1/16                  | Четвертьфинал         | Полуфинал             | Финал                 | Финал                 |
| Спортсмен   | Дисциплина     | Очков        | Номер посева | Соперник Очков                     | Соперник Очков        | Соперник Очков        | Соперник Очков        | Соперник Очков        | Соперник Очков        | Место                 |
| ----------- | -------------- | ------------ | ------------ | ---------------------------------- | --------------------- | --------------------- | --------------------- | --------------------- | --------------------- | --------------------- |
| Дорджи Дема | Индивидуальные | 567          | 61           | Хатуна Нариманидзе (4) Пор 107-109 | Закончила выступление | Закончила выступление | Закончила выступление | Закончила выступление | Закончила выступление | Закончила выступление |